# 安本商事
株式会社安本商事 (英: YasumotoSyoji Co.,Ltd) は、東京都台東区に本社を置く、パチンコ・パチスロ 遊技機販売業者。

## 概要
主な業務として「パチンコ・パチスロ新台販売」「中古台販売と買取」「整備点検及び書類作成」「保守管理」を行っている。
また「ホール設備、周辺機器及び備部品の販売」や「ホール出店不動産物件の紹介」「ホール運営プロデュース及びコンサルティング」なども実施。

## 沿革
- 1998年(平成10年) 04月、有限会社安本商事を設立。
- 2002年(平成14年) 05月、「株式会社安本商事」に組織変更。現在に至る。

## 加入団体
- 東日本遊技機商業協同組合
- 回胴式遊技機商業協同組合